# Épuisay
 Épuisay  es una población y comuna francesa, en la región de Centro, departamento de Loir y Cher, en el distrito de Vendôme y cantón de Savigny-sur-Braye.

## Demografía
| 590 | 541 | 492 | 526 | 539 | 532 |
| Para los censos de 1962 a 1999 la población legal corresponde a la población sin duplicidades (Fuente: INSEE [Consultar]) |     |     |     |     |     |